# نزاهة علمية
نزاهة البحث أو النزاهة العلمية هي جانب من جوانب أخلاقيات البحث التي تتعامل مع أفضل الممارسات أو قواعد الممارسة المهنية للعلماء.